# Kleiner Grumsinsee
Der Kleine Grumsinsee ist ein rund drei Hektar großes Gewässer auf der Gemarkung der Stadt Angermünde im Landkreis Uckermark im Land Brandenburg.

## Lage
Der See liegt westlich des Stadtzentrums und dort südlich des Wohnplatzes Grumsin. Im Westen liegt der Große Grumsinsee, südwestlich mit Neugrimnitz ein Ortsteil der  Gemeinde Althüttendorf sowie südöstlich Sperlingsherberge, ein Wohnplatz der Gemeinde Ziethen. Der See ist Teil des Grumsiner Forsts/Redernswalde und liegt vollständig in einem Waldgebiet. Nordöstlich befinden sich Buchen, südwestlich ein Erlenbruchwald. Südlich ist ein Laubmischwald mit Rotbuchen, Eichen, Winterlinden und Hainbuchen.
Nördlich des Sees ist ein unbenannter Zufluss, der sich aus mehreren, ebenfalls unbenannten Wasserflächen speist. Südlich ist ein Ablauf, der Grumsinseegraben, der nach wenigen Metern nach Westen abzweigt und in den Großen Grumsinsee entwässert.

## Zustand
Die Stiftung NaturSchutzFonds Brandenburg gibt an, dass etwa die Hälfte der Seeoberfläche mit See- und Teichrosen bedeckt ist. Im Jahr 2009 wurde eine Kartierung vorgenommen, bei der auch Quellmoose nachgewiesen wurden. Die Stiftung bewertet den See als natürlich eutroph, weist aber auf einen schlechten Erhaltungszustand hin. Diese resultieren, so die Stiftung, aus Nährstoffeinträgen, die über den nördlichen, künstlichen Zufluss aus einem Feuchtgebiet eingetragen werden. Hinzu kommt eine Wasserstandsabsenkung durch den Grumsinseegraben.